# 北山 (つくばみらい市)

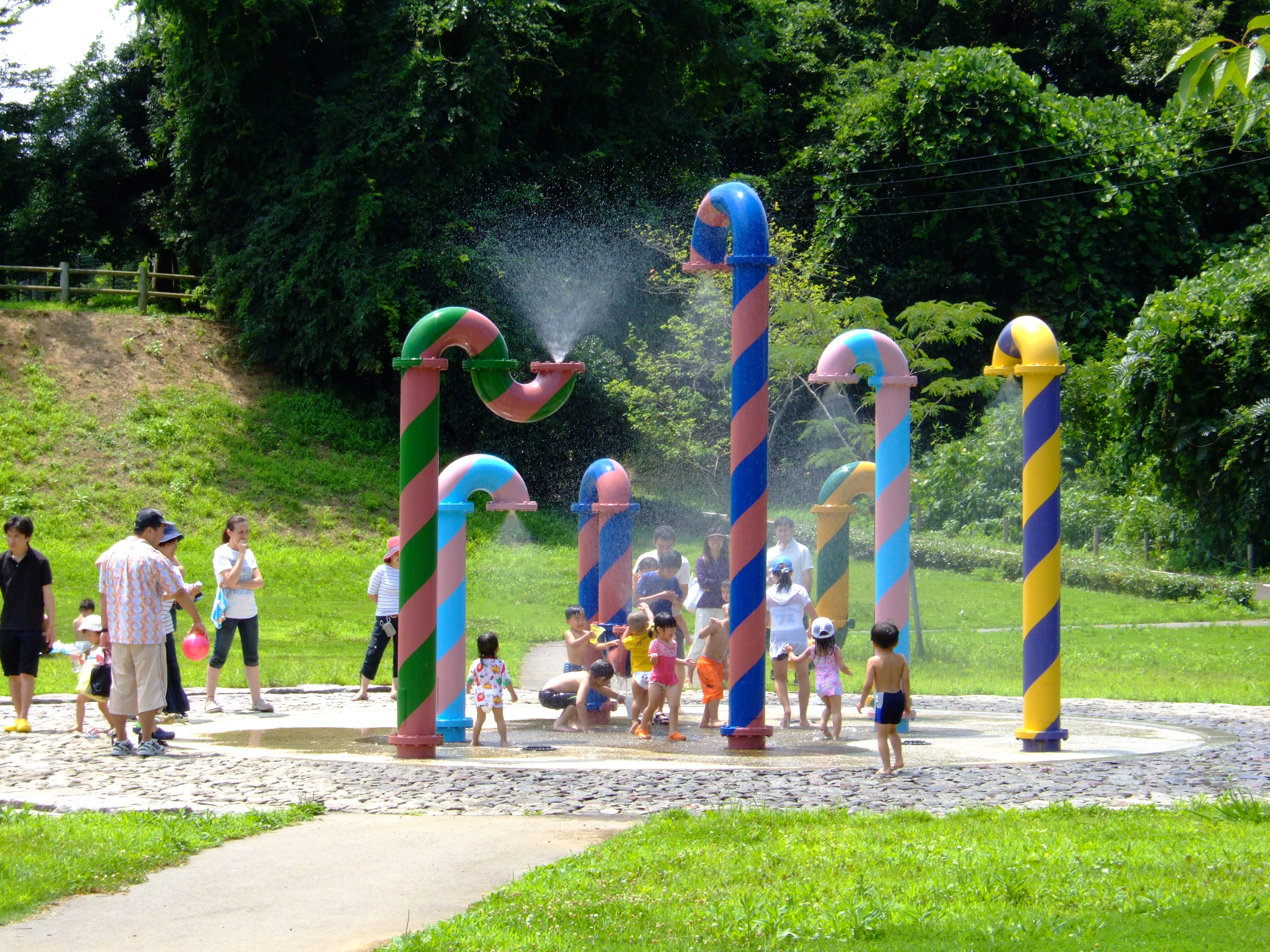
福岡堰さくら公園・噴水遊具

北山（きたやま）は、茨城県つくばみらい市の地名。郵便番号は300-2407。
　

## 地理
つくばみらい市最北端に位置する、小貝川に沿った地域である。地域内には「福岡堰」があり、桜の名所となっている。また、福岡堰に隣接して福岡堰さくら公園が整備してある。
東・北はつくば市真瀬、西は常総市大崎町・東町、南は仁左衛門新田と接している。

### 河川
- 小貝川

## 沿革
- 1625年（寛永2年） 関東郡代伊奈忠治により、当地に福岡堰が建設される。
- 2008年（平成20年）12月 つくばみらい市議会定例会において「北山」の新設を可決[3]。
- 2009年（平成21年）3月1日 大字福岡、大字仁左衛門新田、大字台の各一部よりつくばみらい市北山を新設。

## 地名の由来
当地域の大部分を構成している小字｢北山｣より。

## 町名の変遷
| 実施後 | 実施年月日   | 実施前（各大字ともその一部）                                                                   |
| ------ | ------------ | ---------------------------------------------------------------------------------------------- |
| 北山   | 2009年3月1日 | 福岡字北山・堂浦・北山谷津、仁佐衛門新田字北山・字金耕地・字七畝・字山神、台字北山・蛇島・船塚 |

## 小字
- 北山
- 北山谷津
- 蛇島
- 船塚
- 金耕地
- 七畝
- 山神
- 堂浦

## 小・中学校の学区
市立小・中学校に通う場合、学区は以下の通りとなる。
| 番地 | 小学校                     | 中学校                       |
| ---- | -------------------------- | ---------------------------- |
| 全域 | つくばみらい市立福岡小学校 | つくばみらい市立谷和原中学校 |

## 世帯数と人口
2017年（平成29年）8月1日現在の世帯数と人口は以下の通りである。
| 大字 | 世帯数 | 人口 |
| ---- | ------ | ---- |
| 北山 | 20世帯 | 52人 |

## 施設
- 福岡堰
- 福岡堰さくら公園
- 小貝川福岡堰下水位観測所
- 北山公民館
- 山ノ神神社